# Papestra glauca
Papestra glauca là một loài bướm đêm trong họ Noctuidae.